# Novoperedělkino (stanice metra v Moskvě)
Novoperedělkino (rusky Новопеределкино) je stanice moskevského metra na Kalininsko-Solncevské lince, která byla zprovozněna dne 30. srpna 2018 v rámci úseku Ramenki - Rasskazovka. Je pojmenována po čtvrti, ve které se nachází (Novo-Peredělkino). 

## Charakter stanice
Stanice Novoperedělkino se nachází pod Borovským šosse (Боровское шоссе) severovýchodně od jeho křížení s ulicí Šolochova (Улица Шолохова). Stanice disponuje dvěma podzemními vestibuly, jihozápadním a severovýchodním.  Z nich je možné dostat se jak na obě strany Borovského šosse tak i k ulici Šolochova. Jedná se o nejhlouběji založenou stanici mělkého založení v rámci moskevského metra, která není vybavena eskalátory. 
Podoba stanice vzešla z mezinárodního konkurzu. Vítězem se stalo architektonické studio United Riga Architects, které sice u odborné komise nezvítězilo, avšak zvítězilo na základě hlasování veřejnosti, a proto bylo vyhlášeno vítězem.  Design stanice je stylizovaný tak, aby připomínal výzdobu věží a paláců staré Moskvy. Na svítidlech jsou prostřednictvím perforovaných kovových panelů imitovány nástěnné malby v podobě bylinných vzorů a kolem sloupů ve vestibulech jsou umístěny světelné boxy připomínající palácové klenby. Pro vytvoření měkkého a rozptýleného osvětlení jsou nad perforovanými kovovými panely umístěny ještě světlopropustné mléčné panely s LED zářivkami, které umožňují měnit barvy osvětlení stanice. Podlaha nástupiště je obložena deskami ze světlé žuly, střídající se s pruhy tmavého magnezitu. Stěny stanice, haly, schodiště a průchody jsou obloženy hliníkovými kompozitními panely. 